# Amaranthus texensis
Amaranthus texensis là loài thực vật có hoa thuộc họ Dền. Loài này được Henrickson mô tả khoa học đầu tiên năm 1999.